# Великий Габер
Великий Габер (словен. Veliki Gaber) — поселення в общині Требнє, регіон Південно-Східна Словенія, Словенія.